# 앤서니 마이클 도슨
앤서니 마이클 도슨 경(Sir Anthony Michael Dawson, 1928년 5월 8일 ~ 1997년 9월 25일)은 영국의 위장병리의과학 분야 의사이며 의과대학 교수 출신이다.